# Carisma (álbum)
Carisma es el sexto álbum de estudio del grupo Moderatto, el cual fue lanzado al mercado en octubre de 2012, El disco cuenta con 10 canciones 
Llama la atención que una de las canciones del disco no es interpretada por el vocalista Jay de la Cueva, sino por el baterista de la agrupación Elohím Corona

## Lista de canciones
| Carisma |                              |          |  |
| N.º     | Título                       | Duración |  |
| 1.      | «Desatados»                  |          |  |
| 2.      | «Entrégate»                  |          |  |
| 3.      | «Descansa en pants»          |          |  |
| 4.      | «Odio equivocarme»           |          |  |
| 5.      | «Hasta donde podemos llegar» |          |  |
| 6.      | «Eres mi batería»            |          |  |
| 7.      | «Sube a mi Harley»           |          |  |
| 8.      | «Me caes perfecto»           |          |  |
| 9.      | «Todo mal»                   |          |  |
| 10.     | «Gracias»                    |          |  |

## Sencillos
1. Entrégate
2. Gracias

## Álbumes de estudio de Moderatto
http://www.milenio.com/hey/musica/Moderatto-Malditos_pecadores_0_385761629.html